# Calamocos
Calamocos es una localidad del municipio de Castropodame, comarca de El Bierzo, provincia de León, Comunidad Autónoma de Castilla y León, España.

## Situación
Se encuentra próximo a las localidades de San Miguel de las Dueñas, Molinaseca y Castropodame.

## Evolución demográfica
| 2000 | 2001 | 2002 | 2003 | 2004 | 2005 | 2006 | 2007 | 2008 | 2009 | 2010 | 2011 |
| 305  | 300  | 301  | 296  | 286  | 276  | 277  | 275  | 266  | 262  | 259  | 249  |